# Aristolochia moupinensis
Aristolochia moupinensis là một loài thực vật có hoa trong họ Aristolochiaceae. Loài này được Franch. mô tả khoa học đầu tiên năm 1887.